# Horror Channel
Administratorze! Zaproponowano, aby do historii tego artykułu dołączyć historię strony Legend (brytyjski kanał telewizyjny).
PATRZ Legend (brytyjski kanał telewizyjny)